# Eve's Secret
Eve's Secret è un film muto del 1925 diretto da Clarence G. Badger.

## Trama
Il duca di Poltavia si innamora di una graziosa ragazza del popolo, una contadinella che si chiama Eva. Per poterla sposare, il duca deve offrire alla futura sposa un'educazione che non la faccia sfigurare nel ruolo di duchessa che dovrà ricoprire. A Parigi, Eva impara tutte le arti femminili oltre a scoprire il mondo della moda e dei bei vestiti.
In Costa Azzurra, rivede il duca. Questi rimira la bellissima ragazza che è diventata Eva e, geloso, la sottrae alla compagnia di altri uomini. Eva, però, incontra Pierre, ed è amore a prima vista.
Presto Pierre e il duca arrivano ai ferri corti e i due si sfidano a duello. Pierre ferisce il rivale e rivendica per sé Eva. Ma, costei lo rifiuta: rimarrà insieme al duca cui esprime il suo amore eterno.

## Produzione
Il film fu prodotto dalla Famous Players-Lasky Corporation.

## Distribuzione
Distribuito dalla Paramount Pictures, il film - presentato da Jesse L. Lasky e Adolph Zukor - uscì nelle sale cinematografiche USA l'11 maggio 1925.